# Jessica Pünchera
Jessica Pünchera (* 11. Dezember 1982 in Pontresina) ist eine ehemalige Schweizer Skirennfahrerin. Sie startete in allen fünf alpinen Disziplinen, fuhr im Weltcup zweimal unter die besten 15, gewann ein Europacuprennen und wurde zweimal Schweizer Meisterin.

## Karriere
Im November 1997 bestritt Pünchera ihr erstes FIS-Rennen, Einsätze im Europacup folgten ab Januar 2000. Am 8. Februar 2004 kam sie beim Slalom in Zwiesel erstmals im Weltcup zum Einsatz. Ihre ersten Weltcuppunkte erreichte sie im Januar 2006 mit Platz 15 bei der Super-Kombination in St. Moritz. Am 28. Dezember 2006 stürzte sie beim Riesenslalom am Semmering, zog sich dabei einen Kreuzbandriss zu und musste die Saison vorzeitig beenden. Bei ihrem Weltcup-Comeback im Dezember 2007 bei der Super-Kombination in St. Anton erreichte sie wieder Rang 15 und zwei Monate später Platz 17 in der Super-Kombination von Whistler. Danach konnte sie sich im Weltcup aber noch nicht etablieren, blieb im Winter 2008/09 überhaupt ohne Weltcuppunkte und erreichte in der Saison 2009/10 nur einmal die Top 30.
Erfolgreicher war Jessica Pünchera im Europacup, wo sie mehrere Podestplätze erreichte. Am 24. Februar 2009 bei der Super-Kombination in Tarvisio feierte sie ihren ersten Sieg, und Ende desselben Winters sicherte sie sich mit insgesamt 260 Zählern den Superkombinations-Europacup-Sieg. Im März 2009 wurde sie Schweizer Meisterin im Slalom und in der Super-Kombination. In der Saison 2009/10 blieb sie aber auch im Europacup ohne ansprechende Resultate, weshalb sie 2010 aus dem Kader von Swiss-Ski entlassen wurde und sich in Eigenregie auf die nächste Saison vorbereiten musste. Im Winter 2010/11 erreichte sie noch in zwei Weltcuprennen die Punkteränge. Nach den Schweizer Meisterschaften 2011 erklärte sie ihren Rücktritt vom Spitzensport.

## Erfolge

### Weltcup
- 2 Platzierungen unter den besten 15

### Europacup
- Saison 2003/04: 5. Gesamtwertung
- Saison 2005/06: 4. Kombinationswertung
- Saison 2008/09: 1. Kombinationswertung
- 5 Podestplätze, davon 1 Sieg:

| Datum            | Ort      | Land    | Disziplin         |
| ---------------- | -------- | ------- | ----------------- |
| 24. Februar 2009 | Tarvisio | Italien | Super-Kombination |

### Weitere Erfolge
- Schweizer Meisterin im Slalom und in der Super-Kombination 2009
- 12 Siege in FIS-Rennen